# Phytomyza modocensis
Phytomyza modocensis este o specie de muște din genul Phytomyza, familia Agromyzidae, descrisă de Spencer în anul 1981. Conform Catalogue of Life specia Phytomyza modocensis nu are subspecii cunoscute.